# Ibeon ju, anaega baram-eul pimnida
Ibeon ju, anaega baram-eul pimnida (이번 주, 아내가 바람을 핍니다?, lett. Questa settimana, mia moglie avrà una tresca; titolo internazionale Listen to Love, anche noto come My Wife's Having an Affair This Week) è una serie televisiva sudcoreana trasmessa su JTBC dal 28 ottobre al 3 dicembre 2016, basata sul dorama del 2007 Konshū, tsuma ga uwaki shimasu. Durante la messa in onda, ha segnato gli ascolti più alti mai avuti da un drama della JTBC.

## Trama
Do Hyun-woo, un produttore veterano con dieci anni di esperienza, scopre che sua moglie Soo-yeon, con la quale credeva di avere una relazione solida dopo otto anni di matrimonio, lo tradisce. Questo lo spinge a interagire con utenti anonimi sui social network per capire cosa fare e provare a salvare il loro rapporto.

## Personaggi
- Do Hyun-woo/Toycrane, interpretato da Lee Sun-kyun
- Jung Soo-yeon, interpretata da Song Ji-hyo
- Choi Yoon-gi, interpretato da Kim Hee-won
- Eun Ah-ra/Tuna Mayo, interpretata da Ye Ji-won
- An Joon-young, interpretato da Lee Sang-yeob
- Kwon Bo-young, interpretata da BoA

## Ascolti
| Episodio | Data di trasmissione | Dati AGB | Dati TNMS |
| -------- | -------------------- | -------- | --------- |
| 1        | 28 ottobre 2016      | 2,653%   | 2,1%      |
| 2        | 29 ottobre 2016      | 2,119%   | 1,9%      |
| 3        | 4 novembre 2016      | 2,647%   | 2,3%      |
| 4        | 5 novembre 2016      | 2,732%   | 2,6%      |
| 5        | 11 novembre 2016     | 3,072%   | 2,4%      |
| 6        | 12 novembre 2016     | 2,510%   | 2,0%      |
| 7        | 18 novembre 2016     | '3,351%  | 2,5%      |
| 8        | 19 novembre 2016     | 3,077%   | 2,6%      |
| 9        | 25 novembre 2016     | 3,340%   | 2,6%      |
| 10       | 26 novembre 2016     | 2,805%   | 2,7%      |
| 11       | 2 dicembre 2016      | 2,5%     | 2,6%      |
| 12       | 3 dicembre 2016      | 3,047%   | 2,8%      |

## Colonna sonora
1. That Kind of Night (그런 밤) – Urban Zakapa
2. If We Listen To Love (이럴거면 헤어지지 말았어야지) – Park Won
3. Mr. Trouble – 2BiC
4. I Love You (사랑이라오) – Dalchong
5. Mistake (실수) – Park Won
6. Mr. Trouble (Inst.)
7. I Love You (Inst.) (사랑이라오 (Inst.))